# ماديا العودة للوطن
ماديا العودة للوطن (بالإنجليزية: A Madea Homecoming)‏ هو فيلم كوميدي أمريكي عام 2022 أنتجه وكتبه وأخرجه تايلر بيري وفيلمه الثاني لصالح نتفليكس. يقوم ببطولة الفيلم كاسي ديفيس باتون، وديفيد مان، وتاميلا مان، وبراندون بلاك ، وغابرييل دنيس، وبريندان أوكارول. إنه الفيلم الثاني عشر من سلسلة أفلام ماديا الذي يحكي قصة ماديا وهي تشارك في حفل تخرج حفيدها. تم إصداره في 25 فبراير 2022.